# Actia dubitata
Actia dubitata är en tvåvingeart som beskrevs av Herting 1971. Actia dubitata ingår i släktet Actia och familjen parasitflugor. Inga underarter finns listade i Catalogue of Life.